# Вершина (Красноборский район)
Верши́на — сельский населённый пункт на юге Красноборского района Архангельской области.

## Географическое положение
Вершина располагается на юге Красноборского района Архангельской области, близко к протоке Песчанский Полой реки Северная Двина. Расстояние до Красноборска составляет 15 км. (25 км. по автодороге), до Архангельска — 560 км., до Котласа — 80 км. 

## Административное положение
Является деревней. Входит в состав Белослудского сельского поселения Красноборского района. 

## Население
| 2002 | 2010 |
| ---- | ---- |
| 138  | ↘80  |

Численность населения деревни, по данным Всероссийской переписи населения 2010 года, составляла 80 человек. Постоянное население деревни (по данным на 2009 г.) составляло 102 человека, в том числе 31 пенсионер и 17 детей.

## Социальная сфера
В деревне имеется продовольственный магазин. 

### Карты
- Топографическая карта P-38-093-A,B
- Вершина на карте Wikimapia